# 布里克尔岛
布里克尔岛（英語：Brickell Key），原称克劳顿岛（英語：Claughton Island）是美国佛罗里达州迈阿密-戴德县迈阿密布里克尔沿岸的一座人工岛屿，坐落于迈阿密市中心和迈阿密河以东，与主城区隔水相望。
布里克尔岛的诞生源于1896年亨利·弗拉格勒对迈阿密河的疏浚工程。为了使其皇家棕榈酒店的蒸汽船能够顺利通航，工人们在疏浚河道时将挖出的石灰岩、淤泥和贝壳混合物倾倒至布里克尔家族之贸易站以东的海域。到1912年，海湾中出现了两片不规则的“陆地”，较大的岛屿由疏浚废弃物堆积而成，较小的岛屿则是工人们为打捞一艘搁浅船只时挖掘而成。然而，这些岛屿起初并不受欢迎，附近居民认为停滞的水体滋生了蚊虫，散发的异味污染了海湾。1914年，迈阿密当时最有影响力的地主玛丽·布里克尔（Mary Brickell）曾提议将这些废弃物抽运至她庄园的低洼地区以彻底消除岛屿，但因官僚主义和利益冲突，计划未能实施。
1916年6月21日，玛格丽特·伯林盖姆（Margaret Burlingame）出资买下岛屿，她计划通过围堰和填海工程，将这座五英亩的“碍眼之地”转化为有价值的房地产。然而，玛丽·布里克尔随即提起诉讼，引发了一场长达两年的法律纠纷。最终，佛罗里达最高法院的判决确认了伯林盖姆的所有权。尽管伯林盖姆获得了开发许可并宣布建设酒店或公寓的计划，但她的愿景未能实现。后来，岛屿随后几经易主，爱德华·N·克劳顿 (Edward N. Claughton, Sr.) 于1943年将其合并为一个占地 44英亩的岛屿。直到1978年，来自香港的太古地产通过合资企业获得了克劳顿岛的33.6英亩土地的开发权。在接下来的二十年里，太古地产将布里克尔岛精心打造为一个集商业与住宅于一体的高级商住社区，岛上陆续建成四座住宅项目和两座写字楼，逐渐形成繁荣的新兴社区。2000年，岛上标志性的迈阿密文华东方酒店开业，太古地产持有其75%的股权，进一步提升了岛屿的国际知名度。
2023年，太古地产宣布位于布里克尔岛南端的迈阿密文华东方酒店式住宅（The Residences at Mandarin Oriental, Miami）发展项目。这该项目包括两座塔楼和包含停车场及配套设施的平台组成，其中，南座高850英尺（约66层），将容纳228套私人住宅，包括面积达4700平方英尺的二至四卧室单元和两套超过7000平方英尺的复式顶层公寓；北座高426英尺，将成为文华东方酒店在北美的新旗舰，包含121间客房、66套私人住宅和28套酒店式住宅。原迈阿密文华东方酒店已于2025年5月31日关闭，并计划于同年第三季度拆除，新酒店预计于2026年上半年动工，2030年落成。